# هوندوك
هوندوك هي قرية في مقاطعة أرومية، إيران. عدد سكان هذه القرية هو 59 في سنة 2006.